# Quand le cœur attend…
Quand le cœur attend… est une série télévisée québécoise en 26 épisodes de 22 minutes créée par Jean Mercier et diffusée entre le 7 décembre 1991 et le 7 mars 1992 sur Canal Famille ainsi que sur TFO, puis rediffusée à partir du 15 octobre 1995 sur le réseau TVA.

## Distribution
- Patrick Boulay : Patrick, 19 ans
- Michel Laforest : Michel, 19 ans
- Samuel Gingras : Patrick, 10 ans
- Martin Corriveau : Mario, 10 ans
- Julie Plamondon : rôle inconnu
- Laurie Pelletier : rôle inconnu

## Fiche technique
- Scénarisation : Jean Mercier
- Réalisation : Jean Mercier
- Société de production : Productions Jean Mercier
- Lieux de tournage : La Tuque, du 2 juin au 15 septembre 1991[1]
- Chanson thème : A Heartbeat Away